# 23 6451
23 6451 (traslitterato dall'alfabeto leet in Le basi) è il primo album in studio del rapper e produttore italiano Thasup, pubblicato il 15 novembre 2019 dalla Epic Records come Tha Supreme.
L'album è stato posizionato alla terza posizione dei 20 miglior dischi italiani dell'anno stilata dalla rivista Rolling Stone Italia.

## Descrizione
I temi trattati in 23 6451 sono i tipici dell'adolescenza: i rapporti con gli amici e le istituzioni, il sentirsi diverso dai coetanei e il bisogno di sfogarsi, i rapporti con le ragazze e l'uso delle droghe. Alle basi musicali «taglienti e caotiche» si alternano delle ballate, come M12ano, in collaborazione con la sorella Mara Sattei; la traccia Sw1n6o presenta inoltre campionamenti di musica swing e blues.

## Promozione
23 6451 è stato annunciato al pubblico il 18 ottobre 2019, tramite un post su Instagram nell'account del produttore. Il 5 novembre 2019, sono state installate due statue del personaggio cartoon dell'artista alte cinque metri nelle stazioni di Roma e Milano, volte a pubblicizzare l'album. Anticipato dal singolo Blun7 a Swishland, 23 6451 è stato pubblicato il 15 novembre 2019.
Il 31 luglio 2020 il rapper ha pubblicato il singolo 0ffline, realizzato in collaborazione con il rapper canadese Bbno$ ed inserito nella riedizione digitale dell'album.

## Tracce
Edizione standard
1. Come fa1 – 2:09
2. 2ollipop – 2:29
3. Fuck 3x – 2:41
4. Scuol4 – 2:50
5. 5olo – 2:03
6. 6itch Remix (feat. Nitro) – 2:31 (testo: Davide Mattei, Nicola Albera)
7. Blun7 a Swishland – 2:48
8. M8nstar – 2:45
9. Oh 9od (feat. Nayt) – 3:24 (testo: Davide Mattei, William Mezzanotte)
10. Gua10 (feat. Lazza) – 2:57 (testo: Davide Mattei, Jacopo Lazzarini)
11. Parano1a K1d (feat. Fabri Fibra) – 2:24 (testo: Davide Mattei, Fabrizio Tarducci)
12. M12ano (feat. Mara Sattei) – 3:08 (testo: Davide Mattei, Sara Mattei)
13. Occh1 Purpl3 (feat. Marracash) – 3:08 (testo: Davide Mattei, Fabio Rizzo)
14. No14 (feat. Dani Faiv) – 2:56 (testo: Davide Mattei, Daniele Ceccaroni)
15. Ch1 5ei Te – 3:04
16. Sw1n6o (feat. Salmo) – 3:04 (testo: Davide Mattei, Maurizio Pisciottu)
17. 7rapper ma1 – 1:27
18. 8rosk1 (feat. Mahmood) – 2:52 (testo: Davide Mattei, Alessandro Mahmoud)
19. Bubb1e 9um – 1:59
20. Pers0na2 (feat. Gemitaiz & MadMan) – 4:12 (testo: Davide Mattei, Davide De Luca, Pierfrancesco Botrugno)

Riedizione digitale del 2020
1. 0ffline (feat. Bbno$) – 3:21 (testo: Davide Mattei, Alexander Gumuchian)
2. Come fa1 – 2:09
3. 2ollipop – 2:29
4. Fuck 3x – 2:41
5. Scuol4 – 2:50
6. 5olo – 2:03
7. 6itch Remix (feat. Nitro) – 2:31 (testo: Davide Mattei, Nicola Albera)
8. Blun7 a Swishland – 2:48
9. M8nstar – 2:45
10. Oh 9od (feat. Nayt) – 3:24 (testo: Davide Mattei, William Mezzanotte)
11. Gua10 (feat. Lazza) – 2:57 (testo: Davide Mattei, Jacopo Lazzarini)
12. Parano1a K1d (feat. Fabri Fibra) – 2:24 (testo: Davide Mattei, Fabrizio Tarducci)
13. M12ano (feat. Mara Sattei) – 3:08 (testo: Davide Mattei, Sara Mattei)
14. Occh1 Purpl3 (feat. Marracash) – 3:08 (testo: Davide Mattei, Fabio Rizzo)
15. No14 (feat. Dani Faiv) – 2:56 (testo: Davide Mattei, Daniele Ceccaroni)
16. Ch1 5ei te – 3:04
17. Sw1n6o (feat. Salmo) – 3:04 (testo: Davide Mattei, Maurizio Pisciottu)
18. 7rapper ma1 – 1:27
19. 8rosk1 (feat. Mahmood) – 2:52 (testo: Davide Mattei, Alessandro Mahmoud)
20. Bubb1e 9um – 1:59
21. Pers0na2 (feat. Gemitaiz & MadMan) – 4:12 (testo: Davide Mattei, Davide De Luca, Pierfrancesco Botrugno)

## Formazione
- Thasup – voce, produzione, missaggio, mastering
- Andrea Suriani – missaggio, mastering
- Bbno$ – voce aggiuntiva (0ffline)
- Nitro – voce aggiuntiva (6itch Remix)
- Nayt – voce aggiuntiva (oh 9od)
- Lazza – voce aggiuntiva (gua10)
- Fabri Fibra – voce aggiuntiva (parano1a k1d)
- Mara Sattei – voce aggiuntiva (m12ano)
- Marracash – voce aggiuntiva (occh1 purpl3)
- Dani Faiv – voce aggiuntiva (no14)
- Salmo – voce aggiuntiva (sw1n6o)
- Mahmood – voce aggiuntiva (8rosk1)
- Gemitaiz & MadMan – voce aggiuntiva (pers0na2)

## Classifiche

### Classifiche settimanali
| Classifica (2019) | Posizione massima |
| ----------------- | ----------------- |
| Italia            | 1                 |
| Svizzera          | 32                |

### Classifiche di fine anno
| Classifica (2019) | Posizione |
| ----------------- | --------- |
| Italia            | 12        |
| Classifica (2020) | Posizione |
| Italia            | 3         |
| Classifica (2021) | Posizione |
| Italia            | 33        |
| Classifica (2022) | Posizione |
| Italia            | 41        |
| Classifica (2023) | Posizione |
| Italia            | 79        |
| Classifica (2024) | Posizione |
| Italia            | 64        |